# Criminalisering
Criminalisering is het proces waardoor bepaalde gedragingen strafbaar worden, en de daders misdadigers, of minstens overtreders. Handelingen die voordien legaal waren, kunnen strafbaar gesteld worden door wetgeving of rechterlijke beslissingen. Doorgaans wordt echter aangenomen dat wetgeving en vonnissen geen terugwerkende kracht mogen hebben, tenzij een uitdrukkelijke wettekst dat voorziet.

## Decriminalisering
Het tegendeel van criminalisering is decriminalisering. Handelingen die voordien nog strafbaar worden, zijn na decriminalisering toegestaan. In de 21e eeuw vindt dit principe onder meer toepassing in de pleidooien en maatregelen voor de legalisering van (soft)drugs.
Bijna alle sekswerkersorganisaties over de hele wereld zijn voorstander van de decriminalisering van sekswerk en meestal is dat ook hun hoofddoel.